# Cantone di Domfront
Il Cantone di Domfront è una divisione amministrativa dell'arrondissement di Alençon.
A seguito della riforma approvata con decreto del 25 febbraio 2014, che ha avuto attuazione dopo le elezioni dipartimentali del 2015, è passato da 11 a 13 comuni.

## Composizione
Gli 11 comuni facenti parte prima della riforma del 2014 erano:
- Avrilly
- Ceaucé
- Champsecret
- Domfront
- La Haute-Chapelle
- Lonlay-l'Abbaye
- Rouellé
- Saint-Bômer-les-Forges
- Saint-Brice
- Saint-Clair-de-Halouze
- Saint-Gilles-des-Marais

Dal 2015 i comuni appartenenti al cantone sono i seguenti 13:
- Avrilly
- Champsecret
- Chanu
- Domfront-en-Poiraie
- Lonlay-l'Abbaye
- Le Ménil-Ciboult
- Montsecret-Clairefougère
- Saint-Bômer-les-Forges
- Saint-Brice
- Saint-Christophe-de-Chaulieu
- Saint-Gilles-des-Marais
- Saint-Quentin-les-Chardonnets
- Tinchebray-Bocage